# زایلوسان
زایلوسان (به انگلیسی: Xylosan) یک ترکیب شیمیایی با شناسه پاب‌کم ۱۷۱۰۰۱ است.